# Neolasioptera fontagrensis
Neolasioptera fontagrensis är en tvåvingeart som beskrevs av Gagne 1989. Neolasioptera fontagrensis ingår i släktet Neolasioptera och familjen gallmyggor. Inga underarter finns listade i Catalogue of Life.